# Cejbovité
Cejbovité (Bombacaceae) je bývalá čeleď rostlin z řádu slézotvaré (Malvales). Odborné jméno čeledi je založeno na rodu Bombax. Nejvyšším z cejbovitých je vlnovec pětimužný (Ceiba pentandra), zvaný kapok, který dosahuje až výšky 70 m. Někdy je čeleď nesprávně nazývána bavlníkovité, rod bavlník však byl řazen do čeledi slézovité (Malvaceae) a nebyl součástí této čeledi.

## Taxonomie
V novém taxonomickém systému Angiosperm Phylogeny Group došlo ke změnám v pojetí řádu slézotvaré a rody čeledi cejbovité byly vřazeny do slézovitých (Malvaceae). Většina rodů je součástí podčeledi Bombacoideae, některé náleží do jiných podčeledí, např. rod Matisia do Malvoideae a durian (Durio) do Helicteroideae.
Čeleď cejbovité v tradičním pojetí zahrnovala 18 až 19 rodů a asi 160 druhů. Vyskytují se v tropech celého světa, s největší druhovou diverzitou v tropické Americe. Většina zástupců jsou středně až velmi vysoké stromy, často s opěrnými pilíři u paty kmene.
Ze známých rodů se sem řadí například africké baobaby či jihoasijské duriany nesoucí oblíbené ovoce. Balzovník jihoamerický (Ochroma pyramidale) je zdrojem lehkého dřeva balsa. V Česku je běžně v prodeji strom Pachira aquatica. Ten je často k dostání v obchodech se spleteným kmenem a v bytech dorůstá ponejvýše 2 m.

## Rody
- baobab L. (Adansonia)
- Aguiaria Ducke
- Bernoullia Oliv.
- Bombax L.
- Catostemma Benth.
- Cavanillesia Ruiz & Pav.
- Ceiba Mill.
- Chiranthodendron Larreat.
- Eriotheca Schott & Endl.
- Fremontodendron Coville
- Gyranthera Pittier
- Huberodendron Ducke
- Matisia Bonpl.
- Neobuchia Urb.
- balzovník jihoamerický (Ochroma pyramidale)
- Pachira Aubl. - např. Pachira aquatica z českých květinářství
- Patinoa Cuatrec.
- Pentaplaris L.O.Williams & Standl.
- Phragmotheca Cuatrec.
- Pseudobombax Dugand
- Quararibea Aubl.
- Scleronema Benth.
- Septotheca Ulbr.
- Spirotheca Ulbr.
- Boschia Korth.
- Coelostegia Benth.
- Cullenia Wight
- durian (Durio Adans.) - např. durian cibetkový (Durio zibethinus), nesoucí známé tropické ovoce durian
- Kostermansia Soegeng
- Neesia Blume

Podle některých autorů tento rod nepatří mezi cejbovité:
- Camptostemon Mast.

Synonyma podle autora Kubitzki:
- Bombacopsis Pittier = Pachira Aubl.
- Chorisia Kunth = Ceiba Mill.
- Rhodognaphalon (Ulbr.) Roberty = Pachira Aubl.